# Standard Athletic Club
L'Standard Athletic Club és un club social i esportiu francès de la ciutat de Meudon, format per britànics.
El club va ser creat el 1892, essent un dels clubs de futbol més antics de França. Va guanyar el primer campionat francès de futbol el 1894, repetint el anys 1895, 1897, 1898 i 1901. La secció de criquet començà a practicar-se el 1893 i representà França als Jocs Olímpics d'Estiu de 1900 de París. L'equip d'hoquei sobre herba va jugar a la primera divisió francesa. Altres seccions destacades són: natació (inaugurada el 1962); golf (1979); esquaix (1976).

## Palmarès
- Lliga francesa de futbol: 
  - 1894, 1895, 1897, 1898, 1901
- Copa Sheriff Dewar: 
  - 1899, 1901, 1902 et 1904